# Friedrich-Ebert-Platz (Nürnberg)
Der Friedrich-Ebert-Platz ist ein Verkehrsknotenpunkt in Nürnberg. Er ist nach dem ersten Reichspräsidenten der Weimarer Republik, Friedrich Ebert (1871–1925) benannt.

## Lage
Der Platz befindet sich an der Einmündung des Kirchenwegs, der Rückert-, der Archiv- und der Schweppermannstraße in die Bucher Straße im Nürnberger Stadtteil Gärten hinter der Veste. Er hat eine annähernd dreieckige Grundform.

## Geschichte

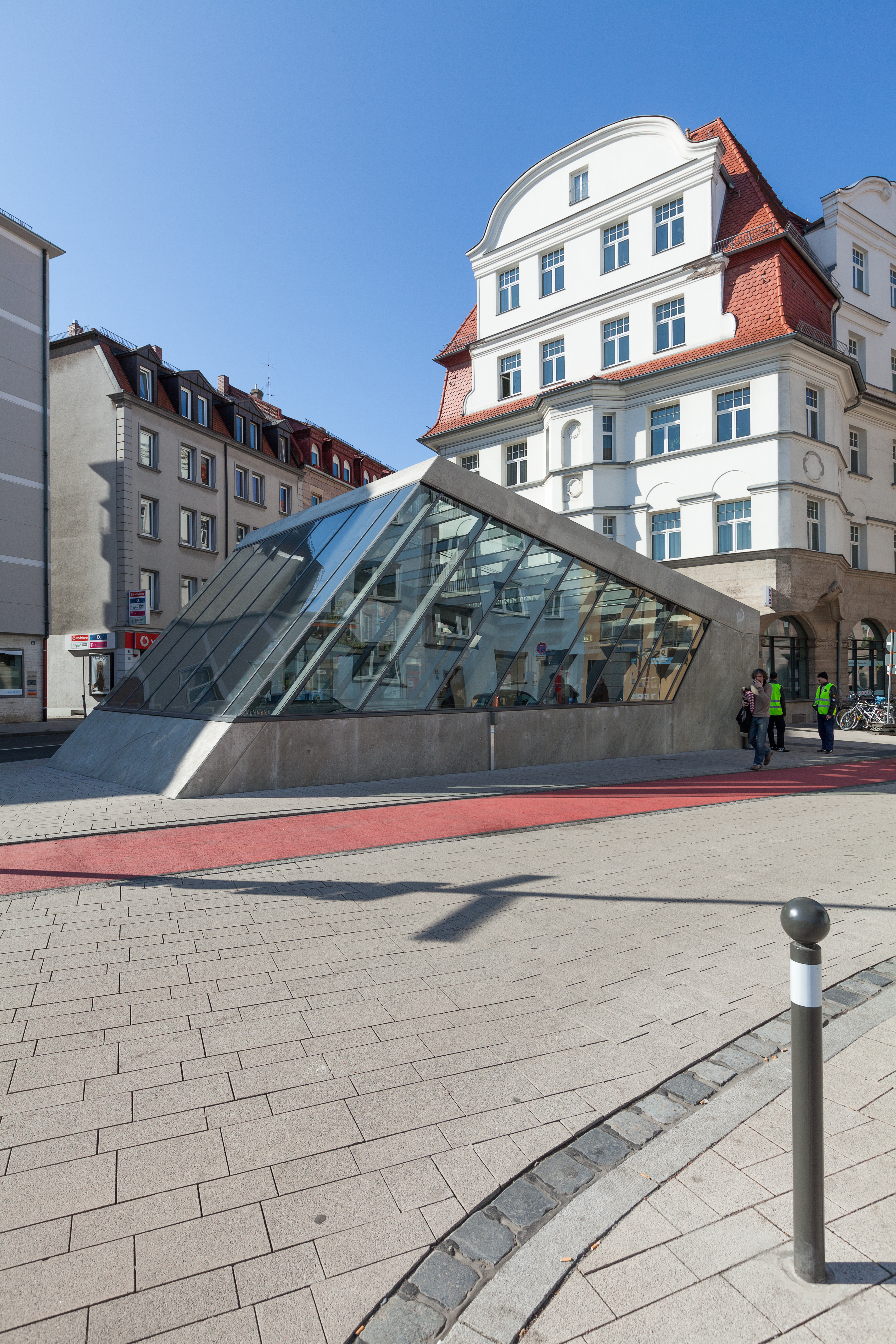
Blick nach Westen, Jugendstilhaus zwischen den Einmündungen Kirchenweg und Rückertstraße, davor Abgangsbauwerk zum U-Bhf.

Da an diesem Ort eine Gruppe von sieben Kreuzen und einer Martersäule stand, wurde die Gegend seit dem Mittelalter „Bei den sieben Kreuzen“ genannt. Zwischen 1817 und 1821 ließ Georg Zacharias Platner hier einen öffentlichen Park im Englischen Stil errichten, der mit seinem südlich anschließenden Privatgarten verbunden war und nach seinem Gründer Platnersanlage genannt wurde. In ihrer größten Ausdehnung erstreckte sich diese Grünanlage zwischen der Bucher Straße im Westen, der Kobergerstraße im Norden, der Pilotystraße im Osten und der Pirckheimerstraße im Süden. 
Westlich der Bucher Straße war eine dreieckige Fläche, die in etwa deckungsgleich mit dem heutigen Friedrich-Ebert-Platz ist, Teil des Parks. 1885 wurde für Platner ein Denkmal errichtet, das heute nicht mehr erhalten ist. Ein großer Teil der Grünflächen fiel im Laufe der Zeit der städtischen Bebauung zum Opfer.
Der Platz an einer wichtigen Einfallstraße von Norden hat subzentrale Funktion für die Stadtteile St. Johannis (westlich davon) und Gärten h.d.V. (oder Nordstadt, östlich davon). Im öffentlichen Nahverkehr hat er Knotenfunktion. Früher kreuzten sich die Straßenbahnlinien in Nord-Süd-Richtung (Bucher Straße) und in Ost-West-Richtung (Pirckheimer Straße/Kirchenweg). Außerdem begannen und endeten hier von den 1930er bis 1960er Jahren die Überland-Buslinien nach Erlangen. Der Streckenabzweig in den Kirchenweg ist zurückgebaut und nicht mehr befahrbar. Die Ost-West-Relation wurde Ende 2011 von der Verlängerung der U-Bahn-Linie U 3 wieder aufgenommen. 
1954 wurde der Platz zu Ehren des ersten Reichspräsidenten der Weimarer Republik in Friedrich-Ebert-Platz umbenannt. An Platner erinnert eine Gedenktafel in der Bucher Straße, wo sein Geburtshaus stand sowie die Gaststätte Platnersanlage an der Nordseite des Platzes. Seit Anfang der 1960er Jahre wurden die Grünflächen des Platzes sukzessive zugunsten des Straßenverkehrs verkleinert, so dass zuletzt nur noch Restgrünflächen vorhanden waren. 
Im Zuge des U-Bahn-Baues wurde die Platzoberfläche komplett umgestaltet. Die Umgestaltung stößt wegen des nach wie vor geringen Grünanteils und der voluminösen U-Bahn-Aufgänge und anderer Subarchitekturen auf breite Kritik (Näheres dazu siehe Artikel U-Bahnhof Friedrich-Ebert-Platz).

## Verkehr
Der Friedrich-Ebert-Platz liegt an der Bucher Straße, die in ihrem weiteren Verlauf als B 4/Erlanger Straße die Nürnberger Innenstadt mit Erlangen verbindet.
Der Platz wird von der Straßenbahnlinie 4, der Buslinie 34 und seit dem 10. Dezember 2011 von der U-Bahn-Linie U3 angefahren. Die zuvor dort ebenfalls querende Straßenbahnlinie 9 wurde mit Betriebsaufnahme der U-Bahn trotz erheblicher Bürgerproteste eingestellt. Der ehemals von den Linien 4 und 14 befahrene Abzweig durch den Kirchenweg ist im Zuge des U-Bahn-Baues abgetrennt worden und nicht mehr befahrbar. Seit dem Fahrplanwechsel am 10. Dezember 2023 verkehrt dort auch die Straßenbahnlinie 10.